# 18905 Вейгань
18905 Вейгань (18905 Weigan) — астероїд головного поясу, відкритий 23 липня 2000 року.
Тіссеранів параметр щодо Юпітера — 3,596.